# آدم ترسناک (ترانه)
«آدم ترسناک» تک‌آهنگی از هنرمند اهل ترینیداد و توباگو ، نیکی میناژ است که در سال ۲۰۱۱ میلادی منتشر شد.